# Cenk Akyol
Cenk Akyol (Kadıköy, 16 de abril de 1987) é um basquetebolista profissional turco, atualmente joga no Beşiktaş.